# デイヴィッド・ギャリック

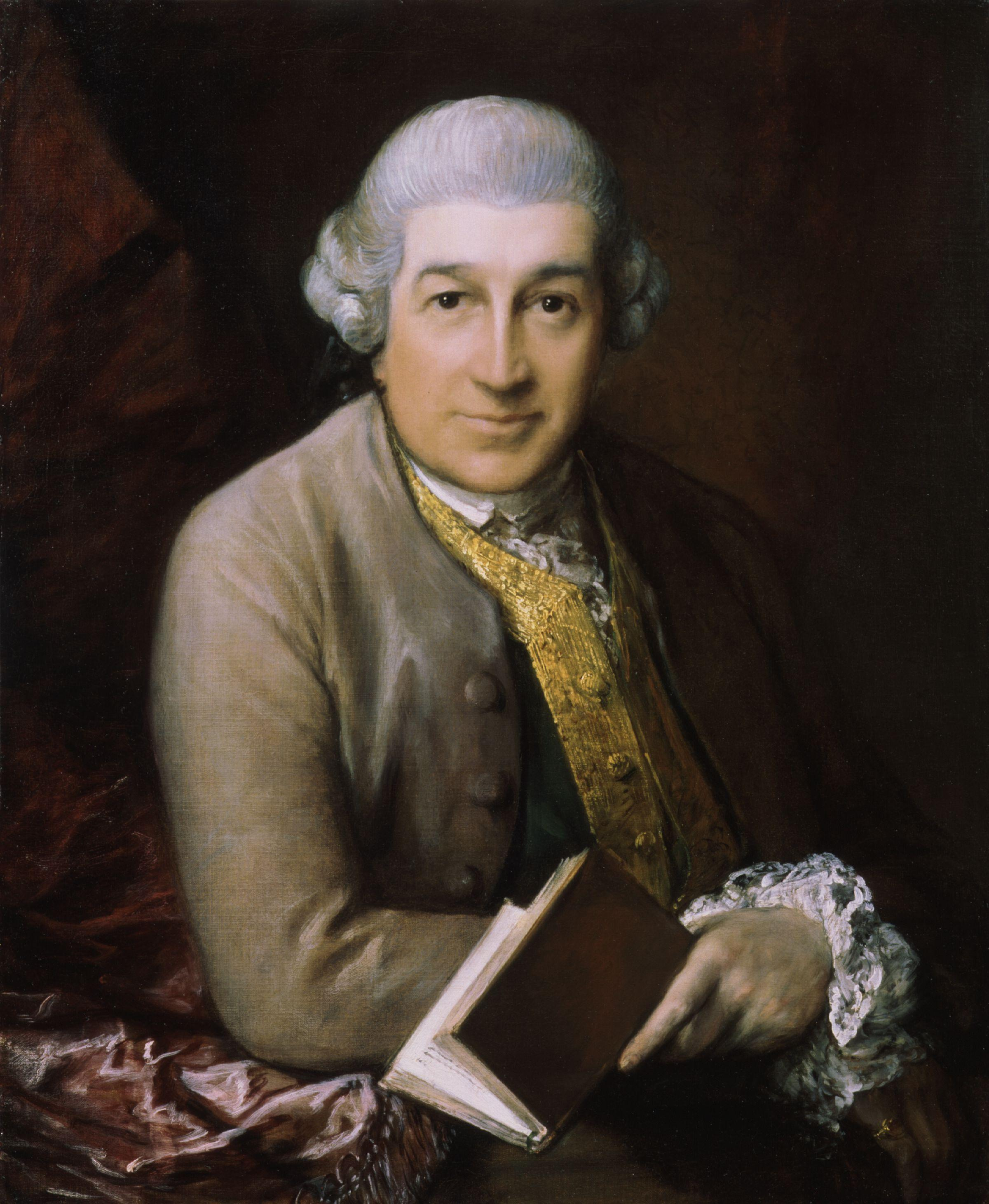
トマス・ゲインズバラ画・ギャリックの肖像

デイヴィッド・ギャリック（David Garrick、1717年2月19日 - 1779年1月20日）は18世紀イギリスの俳優、劇作家、劇場支配人。

## 略伝
イングランド西部ヘレフォードのワイドマーシュ通りにある宿屋（Angel Inn）に生まれる。先祖は南フランス・ラングドック地方のユグノーだったが、祖父の代になってナントの勅令の廃止に抵抗し、イギリスに移住する。父は陸軍の船長として一年のほとんどはジブラルタルに駐在していたので、子供時代のデイヴィッドと兄弟姉妹は母の実家があるリッチフィールドに住んでいた。19歳の時にリッチフィールド・グラマースクールに学んでいたデイヴィッドはサミュエル・ジョンソンが設立したエディアル・ホール・スクール（Edial Hall School）に入学した。この学校が閉鎖された1737年にジョンソンとともにロンドンへ向かい、弟と共同でリッチフィールドとロンドンを結ぶワイン商を始めた。1740年、ドルリー・レーン王立劇場で諷刺劇「レーテー Lethe」「日陰のイソップ Aesop in the Shade」に初めて出演し、その年のうちにグッドマンズ・フィールド劇場（Goodman's Fields Theatre）の一員として働き始めた。たちまち俳優として頭角をあらわし、1746年から1776年までドルリー・レーン王立劇場の支配人を務めるまでになる。シェークスピアの悲劇の登場人物を演じさせると当代一とうたわれ、その名声はヨーロッパに広まり、特にドイツでは1770年代後半に「ギャリック旋風」とでもいえる現象を引き起こした。

## シェークスピア劇以外の主要な出演
- Lethe: or, Aesop in the Shades (1740)
- The Lying Valet (1741)
- Miss in Her Teens; or, The Medley of Lovers (1747)
- Lilliput (1756)
- The Male Coquette; or, Seventeen Fifty Seven (1757)
- The Guardian (1759)
- Harlequin's Invasion (1759)
- The Enchanter; or, Love and Magic (1760)
- The Farmer's Return from London (1762)
- The Clandestine Marriage (1766)
- Neck or Nothing (1766)
- Cymon (1767)
- Linco's Travels (1767)
- A Peep Behind the Curtain, or The New Rehearsal (1767)
- The Jubilee (1769)
- The Irish Widow (1772)
- A Christmas Tale (1773)
- The Meeting of the Company; or, Bayes's Art of Acting (1774)
- Bon Ton; or, High Life Above Stairs (1775)
- The Theatrical Candidates (1775)
- May-Day; or, The Little Gypsy (1775)